# Ladislav Totkovič
Ladislav Totkovič (Ružomberok, 12 de març de 1962-ibídem, 28 de gener de 2016) va ser un jugador i entrenador de futbol eslovac.

## Biografia
Va començar jugant com a futbolista en el FK Inter Bratislava, on va romandre des de 1981 fins a 1990. Encara que no va triomfar molt com a jugador, sí que ho va fer com a entrenador. Va començar en 2002 com a segon entrenador del MFK Ružomberok, i com a entrenador de joves del MFK Košice, encara que no va ser fins a l'any 2007 que va debutar com a primer entrenador, aquesta vegada del FK Slovan Duslo Šaľa, on va romandre per dos anys. Dues temporades va estar també com a entrenador del MFK Tatran Liptovský Mikuláš. Posteriorment va ser el conseller esportiu del Harimau Muda de Malàisia, segon entrenador del FC Nitra, de nou del MFK Ružomberok i del FC Tatran Prešov. Aquest últim, després de mitja temporada com a segon entrenador, finalment va esdevenir el primer el 20 de novembre de 2012. També va entrenar al FC ViOn Zlaté Moravce i al Malacca FA de Malàisia. En 2014 va ser el segon entrenador de l'Al-Ahly Benghazi de Líbia, i el segon entrenador del MFK Skalica fins a 2015.
Va morir el 28 de gener de 2016 als 53 anys després d'una curta malaltia.

## Clubs

### Com a futbolista
| Club                | País       | Any         |
| ------------------- | ---------- | ----------- |
| FK Inter Bratislava | Eslovàquia | 1981 - 1990 |

### Com a entrenador
| Club                         | País       | Any         |
| ---------------------------- | ---------- | ----------- |
| FK Slovan Duslo Šaľa         | Eslovàquia | 2007 - 2009 |
| MFK Tatran Liptovský Mikuláš | Eslovàquia | 2009 - 2010 |
| FC Tatran Prešov             | Eslovàquia | 2012 - 2013 |
| FC ViOn Zlaté Moravce        | Eslovàquia | 2013 - 2014 |
| Malacca FA                   | Malàisia   | 2014        |